# Havoc (rapper)
Havoc, pseudonimo di Kejuan Muchita (Long Island, 21 maggio 1974), è un rapper e produttore discografico statunitense.
È stato molto famoso negli anni novanta del XX secolo nell'East Coast hip hop per aver fatto parte del duo Mobb Deep con il rapper Prodigy.

## Biografia
Havoc è cresciuto nel quartiere di edilizia popolare Queensbridge, nel Queens a New York; sua madre viene da Brooklyn. Havoc è il produttore principale dei Mobb Deep, e ha prodotto anche pezzi per numerosi MC tra cui Eminem, Nas, Foxy Brown, Onyx, The Notorious B.I.G., Jadakiss, Styles P, Method Man, The Game, Diddy, LL Cool J, La The Darkman, Rohff, Big Noyd, Termanology, Per Vers, O.G.C.,  Tragedy Khadafi, Capone-N-Noreaga, e il suo stesso compagno di duo Prodigy nel suo lavoro solista. Nella primavera del 2005 Mobb Deep firmarono un contratto con l'etichetta G-Unit Records, di proprietà del rapper 50 Cent, anch'egli del Queens. Verso la fine del 2009, 50 Cent ha rescisso il contratto con il duo.
Havoc è riconosciuto come una delle figure principali della scena hip hop verso la metà degli anni novanta, grazie al suo stile dalla forte ritmica e dai suoni scarni, complementare a quello di RZA per i Wu-Tang Clan. Dopo The Infamous, si spostò su produzioni più di atmosfera, incorporando campionamenti anche di musica classica, in particolare nell'album Hell on Earth del 1996. Come rapper, è noto per i testi duri e per il flow regolare. Ha collaborato con una strofa a Enta da Stage, l'album di debutto dei Black Moon, nel 1993.
Nel luglio 2009 Havoc è apparso insieme a Raekwon nel video di "24K Rap", pezzo di J Dilla. Nel 2010 Havoc ha prodotto una base per Eminem che è diventata il pezzo chiamato "Untitled", traccia nascosta dell'album di Eminem Recovery; ha contribuito alla traccia bonus su iTunes dell'album di Raekwon Shaolin vs. Wu-Tang.
Havoc ha collaborato con Kavinsky per il suo album del 2013, OutRun, componendo e recitando il testo di "Suburbia", la sesta traccia dell'album. 
Nel 2016 Havoc ha prodotto "Real Friends" e "Famous", due tracce dell'album di Kanye West The Life of Pablo.

## Discografia

### Da solista
Album in studio
- 2007 - The Kush
- 2009 - Hidden Files
- 2013 - 13
- 2015 - 13 Reloaded
- 2016 - The Silent Partner (con The Alchemist)

Singoli
- 2007 - "I'm the Boss"
- 2009 - "Watch Me"
- 2009 - "Heart of the Grind"
- 2010 - "Nothing"

Mixtape
- 2007 - The One And Only
- 2009 - From Now On The Mixtape

### Con i Mobb Deep
- 1993 - Juvenile Hell
- 1995 - The Infamous
- 1996 - Hell on Earth'
- 1999 - Murda Muzik
- 2001 - Infamy
- 2004 - Amerikaz Nightmare
- 2006 - Blood Money